# (400300) 2007 TQ126
(400300) 2007 TQ126 es un asteroide perteneciente al cinturón de asteroides, descubierto el 6 de octubre de 2007 por el equipo del Spacewatch desde el Observatorio Nacional de Kitt Peak, Arizona, Estados Unidos.

## Designación y nombre
Designado provisionalmente como 2007 TQ126.

## Características orbitales
2007 TQ126 está situado a una distancia media del Sol de 2,422 ua, pudiendo alejarse hasta 2,857 ua y acercarse hasta 1,987 ua. Su excentricidad es 0,179 y la inclinación orbital 1,359 grados. Emplea 1376,85 días en completar una órbita alrededor del Sol.

## Características físicas
La magnitud absoluta de 2007 TQ126 es 17,7.